# Джігме Вангчук
Джігме Вангчук (Дзонг-ке:, Вайлі:jigs med dbang phyug; нар. 1905, Пунакха, Бутан — пом. 30 березня 1952, Пунакха, Бутан) — другий король Бутану. 21 серпня 1926 року він зійшов на трон після свого батька, першого короля Уг'єн Вангчука.

## Життєпис
Джігме народився в 1905 році в місті Пунакха в сім'ї першого короля Бутану Уг'єн Вангчука. Джігме Вангчук був старшим сином свого батька. Він здобув добру освіту, був ерудований, читав англійську, індійську і буддійську літературу. Його дружинами були сестри Пхунцо Чоден і Пема Дечен.
Під час його правління Бутан продовжував перебувати практично в повній ізоляції від зовнішнього світу, обмежуючись дуже мізерними відносинами з Британією, а після здобуття Індією незалежності в 1949 році — з Індією.
Король помер 30 березня 1952 року в місті свого народження займаючи королівський трон понад 25 років. Після смерті Джігме Вангчука, трон успадкував його син Джігме Дорджі Вангчук.

## Нагороди
- Золота медаль махараджи Уг'єн Вангчука 1 класу (17 листопада 1909)[1];
- Британська срібна медаль Делійський дарбар[en] на честь коронації Георга V королем Індії (12 грудня 1911);
- Британський Орден Індійської імперії, компаньйон (11 березня 1927)[2];
- Британський Орден Індійської імперії, лицар-командор (3 червня 1930)[3];
- Британська Ювілейна срібна медаль Короля Георга V (3 червня 1935);
- Британська Коронаційна медаль Короля Георга VI (11 травня 1937).